# Margarethe Stolz-Hoke

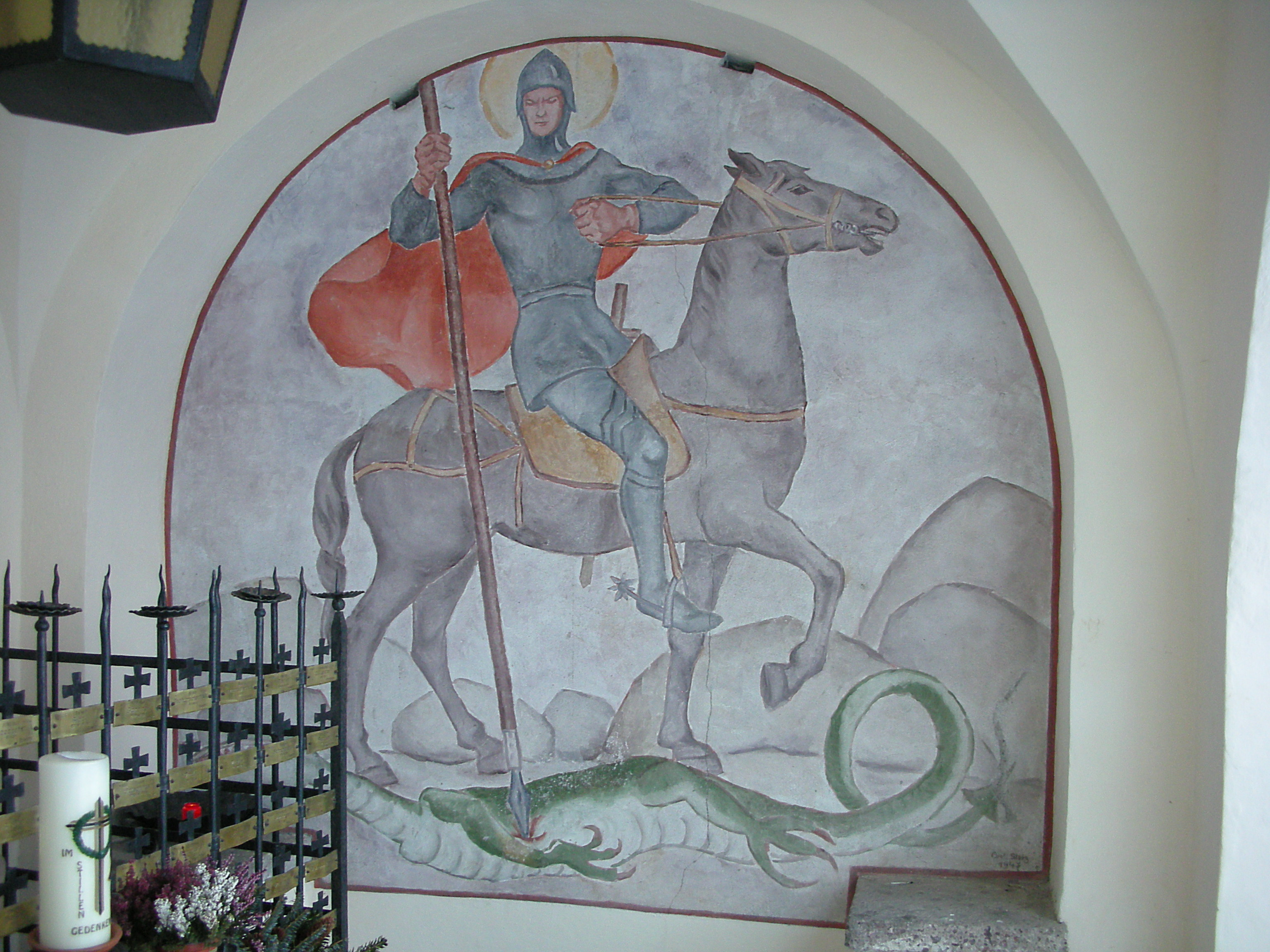
Margarethe Stolz’ Fresko „Der Drachentöter“ (1947)

Margarethe Stolz-Hoke (* 7. Juli 1925 in Bozen; † 6. März 2018 in Grafenstein, Kärnten) war eine Landschafts- und Porträtmalerin, die in Kärnten lebte. Sie war eine Tochter des Malers Rudolf Stolz.

## Leben
Von 1939 bis 1943 verbrachte sie ihre Lehrjahre im Atelier des Vaters in Bozen, anschließend arbeitete sie bis 1945 als Hilfslehrerin der Volksschule Moos bei Sexten. Von 1947 bis 1951 studierte sie an der Akademie der bildenden Künste Wien bei Robin Christian Andersen und Herbert Boeckl. 1951 schloss sie mit dem Diplom ab.
1954 erhielt sie den Förderpreis der Jugendkulturwoche Innsbruck.
Sie war von 1954 bis 1985 mit dem Maler Giselbert Hoke verheiratet. Mit ihm bekam sie eine Tochter Karma und drei Söhne Edmund, Thomas und Armin Guerino.
1968 bis 2006 unternahm sie rund 120 Malreisen nach Japan, Peru, Spanien und andere Länder.
Ihre Bilder signierte sie mit „Gr. Stolz“.

## Einzelausstellungen (Auswahl)
- 1976 Ausstellung in der Dominikanergalerie (Bozen, gemeinsam mit Architekt Erich Pattis)
- 1983 Ausstellung auf Schloss Saager (in Grafenstein (Kärnten))
- 1984 Ausstellung im Michael-Pacher-Haus (Bruneck)
- 1988 Ausstellung Kleine Galerie im Stadthaus Klagenfurt
- 1989 Ausstellung Stift Eberndorf (Kärnten)
- 1990 Ausstellung Castello di San Daniele (Friaul)
- 1991 Ausstellung im Kulturhaus Hüttenberg (Kärnten)
- 1995 Ausstellung Kommende Lengmoos (Südtirol)
- 1999 Ausstellung St. Kanzian (Kärnten)
- 2003 Ausstellung im Granaio (Monticchiello, Italien)
- 2013/2014 Ausstellung Vis à Vis – Grete Stolz[3] im Rudolf-Stolz-Museum in Sexten